# Třinec Sharks
Třinec Sharks je český klub amerického fotbalu, založený v roce 2014, sídlící v Třinci. Od roku 2016 je členem České asociace amerického fotbalu (ČAAF).
Mužský tým hraje od sezóny 2019 2. ligu, kterou v sezónách 2021 a 2022 vyhrál. V roce 2021 i 2022 se však tým vzdal postupu do České Ligy Amerického Fotbalu.
V roce 2024 byl založen tým flag fotbalu (bezkontaktní verze amerického fotbalu), který hraje Českou ligu flag fotbalu mužů.

## Úspěchy týmu
- Vítěz finále 4. ligy – Iron Bowl 2017
- Mistr 2. ligy – vítěz Silver Bowl 2021, 2022